# Laura Hoet
Laura Hoet (Viane, 25 november 1915 - Kessel-Lo, 16 maart 2010) was een Belgische kloosterzuster en ziekenhuisdirecteur.

## Levensloop
De familie van Laura Hoet kwam in 1922 naar Handzame wonen toen haar vader er als stationschef aangesteld werd. Haar grootvader was uit Roeselare afkomstig. Onder haar neven telde ze de museumconservator en specialist van hedendaagse kunst Jan Hoet.
Ze trad binnen bij de kloostercongregatie van de Zusters Missionarissen van het Onbevlekte Hart van Maria, in Heverlee, bijgenaamd 'De Zusters van De Jacht'.  Ze werd geprofest onder de kloosternaam 'Dame Marie Irenea. Hoet had de bedoeling naar de missies te trekken en bereidde zich voor op een afreis naar de Antillen, wat echter door de oorlog verhinderd werd. Na de oorlog had haar overste andere vooruitzichten en stuurde haar in 1945 naar het Heilig-Hartziekenhuis in Roeselare, dat aan de Congregatie toebehoorde. Ze kwam er terecht in een piepkleine privékliniek met dertig bedden en met drie halftijdse artsen.
In 1949 begon men met de plannen om het ziekenhuis fors uit te breiden en een verpleegsterschool op terichten. Zuster Laura werd lid van de Raad van Beheer van die school. In 1951 werd ze hoofd van de administratie van het ziekenhuis. Ze slaagde erin om de nodige bouwtoelagen te bekomen voor de uitbreiding van het ziekenhuis. In 1963 waren er al 400 bedden. In 1967 werd er een directiecomité opgericht waarvan zij de coördinator werd. In 1970 werd ze de algemeen directeur. In 1985, inmiddels 70, gaf ze die functie op, maar bleef ze in het ziekenhuis actief als afgevaardigd beheerder. Eric Declercq werd de nieuwe algemeen directeur. In 1998 werd deze laatste opgevolgd door Dr. Patrick Waterbley.
Haar vaste hand in het beleid was een kenmerk van haar bestuur, net als haar diplomatieke vaardigheden en gevoel voor public relations. Ook in de jaren 1970 en 1980 kende het ziekenhuis grote uitbreidingen. Laura Hoet ontpopte zich tot een succesvol ondernemer, die van haar klein ziekenhuis een van de voornaamste zorgverstrekkers in het land maakte . Met zijn drie campussen, twee in Roeselare en één in Menen, met in totaal 900 bedden, werd het Heilig-Hartziekenhuis het grootste ziekenhuis in West-Vlaanderen. Tot op hoge leeftijd bleef ze in het bestuur actief. In 2005, inmiddels 90 jaar geworden, nam ze ontslag en ging ze op pensioen.